# Shamandalie
A Shamandalie a Sonata Arctica finn power metalegyüttes hetedik kislemeze; 2004-ben jelent meg a Nuclear Blast gondozásában.

## Számok
1. „Shamandalie” – 4:00 (a Reckoning Night albumról)
2. „The Rest of the Sun Belongs To Me” – 4:22 (a Winterheart’s Guild japán kiadásán volt bónuszdal)

## Közreműködők
- Tony Kakko – ének
- Jani Liimatainen – gitár
- Tommy Portimo – dob
- Marko Paasikoski – basszusgitár
- Henrik Klingenberg – billentyűsök
- Ahti Kortelainen – a felvételek vezetője („Shamandalie”: Tico Tico Studio, 2004. március, április, június; „The Rest of the Sun Belongs to Me”: Tico Tico Studio, 2002. szeptember–november)
- Mikko Karmila és Mika Jussila – utómunkálatok
- Markus Staiger – executive producer
- Janne Pitkänen – borítóterv
- Toni Härkönen – borítófotó

## Érdekességek
- A Shamandalie név a „sham and a lie”-ből ered (angolul „csalás és hazugság”). Tony Kakko elhagyta a szóközöket és így lett egy képzeletbeli lány neve.